# Trolöshet vid förhandling med främmande makt
Trolöshet vid förhandling med främmande makt är ett brott enligt svensk lag och räknas in bland brott mot Sveriges säkerhet.
I 19 kap 3 § brottsbalken står:
"Om den, som fått i uppdrag att för riket förhandla med främmande makt eller annars bevaka rikets angelägenheter hos någon som företräder främmande makts intresse, missbrukar behörighet att företräda riket eller annars sin förtroendeställning och därigenom orsakar riket avsevärt men, döms för trolöshet vid förhandling med främmande makt till fängelse på viss tid, lägst två och högst arton år, eller på livstid."
I mindre grova fall kan brottet egenmäktighet vid förhandling med främmande makt komma ifråga.